# Matveï Chichkov
Matveï Andreïevitch Chichkov (Матвей Андреевич Шишков, né en 1831 ou 1832 à Moscou et mort le 5/17 juin 1897 à Saint-Pétersbourg) est un scénographe et décorateur de théâtre russe du Théâtre Mariinsky de Saint-Pétersbourg. Il fut également professeur et académicien.

## Biographie
Matveï Chichkov étudie à l'école Stroganov de Moscou et en même temps auprès de Friedrich Christian Schenian, décorateur des Théâtres impériaux de Moscou; devenant son assistant à partir de 1849. Il s'installe en 1852 à Saint-Pétersbourg pour travailler sous la direction du décorateur Andreas Roller. En 1857, il est nommé décorateur auprès de la direction des Théâtres impériaux de Saint-Pétersbourg et en 1869, académicien spécialisé dans la peinture de décor à l'Académie impériale des beaux-arts. Pédagogue doué, il dirige et conseille de nombreux jeunes décorateurs de théâtre. Il organise à partir de 1878 une classe d'enseignement dans ce domaine à l'Académie, mais elle ferme en 1892 dans le cadre de la réforme de l'Académie. Il reçoit le titre de professeur en 1884.

## Œuvre
Chichkov et son collègue Mikhaïl Botcharov sont à l'origine du développement de la décoration russe de théâtre, dans le sillage d'Andreas Roller; mais rejettent quant à eux la manière romantique dominante à cette époque. Les artistes de la nouvelle génération se mettent à étudier sérieusement les monuments d'architecture et les travaux d'historiens. Chichkov devient un maître de la perspective architecturale pour les décors de théâtre. Il donne aux décors des pièces de théâtre et des opéras russes une authenticité historique et quotidienne, une saveur nationale. Subissant l'influence de la peinture des Ambulants, il s'efforce de créer des décors qui représentent fidèlement la vie paysanne.
Au Théâtre Mariinsky, il réalise d'abord des décors selon des esquisses de Roller et d'Albert Bredov, demeurant dans l'ombre de ces maîtres. Il prend part à la scénographie (surtout des ballets de Petipa). L'Encyclopédie Brockhaus et Efron mentionne à ce propos: « Les premières œuvres de Chichkov qui ont attiré sur lui l'attention générale ont été le décor du drame du comte A. Tolstoï, La Mort d'Ivan le Terrible, lors de sa mise en scène au Théâtre Alexandra en 1866. Ils impressionnèrent le public par leur caractère pittoresque et témoignèrent que le l'artiste connaissait parfaitement les lois de la perspective, avec le pouvoir des couleurs, et a su en extraire des effets de caresse des yeux et - surtout - a minutieusement étudié l'architecture russe ancienne et l'antiquité russe en général, à laquelle il reste fidèle dans tous les détails de ses compositions. »
La critique, cependant, note « une certaine sécheresse de rendu et une certaine panachure du coloris. » Ses plus grands succès comprennent l'« esplanade du château de Versailles » pour le troisième acte et l'apothéose de la première production de La Belle au bois dormant au Théâtre Mariinsky.
Chichkov a surtout travaillé pour les théâtres pétersbourgeois, en premier lieu au Mariinsky, mais aussi au Théâtre Alexandra. Il a aussi œuvré pour le Théâtre Bolchoï de Moscou. Il a travaillé pour le ballet et l'opéra, mais il n'a pas négligé la scène dramatique, ayant par exemple décoré les scènes de Boris Godounov de Pouchkine, L'Orage et Vassilissa Melentieva d'Ostrovski, Les Mères rivales de Lajetchnikov, Le Planteur d'A. Tolstoï, Malgré le jour de Potekhine, Frol Skobeïev d'Averkiev.

## Décors de spectacles
À l'époque, les spectacles faisaient appel à plusieurs décorateurs; chaque acte était l'œuvre d'un décorateur différent ou non.
- 1867 : drame d'А. Tolstoï, La Mort d'Ivan le Terrible, Théâtre Alexandra, décors avec Viatcheslav Schwartz et Grigori Gagarine
- 1870 : tragédie de Pouchkine, Boris Godounov, Théâtre Alexandra sur la scène du Théâtre Mariinsky, avec Mikhaïl Botcharov
- 19 avril 1871 : opéra de Serov, La Puissance de l'ennemi, d'après la pièce d'Ostrovski Ne vis pas comme tu veux, livret du compositeur, d'Ostrovski et de Kalachnikov, Théâtre Mariinsky, chef d'orchestre Eduard Napravnik, décors d'après des dessins de Chichkov, réalisés par Ivan Andreïev, Matveï Egorov et Mikhaïl Botcharov
- 1874 : ballet de Minkus, Le Papillon, chorégraphie de Petipa, décors avec Heinrich Wagner
- 27 janvier 1874 : opéra de Moussorgski, Boris Godounov, d'après la tragédie de Pouchkine, livret du compositeur, chef d'orchestre Napravnik, décors avec Mikhaïl Botcharov
- 13 janvier 1875 : opéra de Rubinstein, Le Démon, livret de Viskovatov d'après le poème de Lermontov, Le Démon, Théâtre Mariinsky, chef d'orchestre Napravnik, décors avec Mikhaïl Botcharov et Lev Lagorio
- 1876 : ballet de Minkus, Les Aventures de Pélée, chorégraphie de Petipa
- 23 janvier 1877 : ballet de Minkus, La Bayadère, livret de Khoudekov, Théâtre Mariinsky, chorégraphie de Petipa, décors avec Mikhaïl Botcharov, Heinrich Wagner, Ivan Andreïev, Andreas Roller, Piotr Lambine
- 1877 : opéra de Tchaïkovski, Vakoula le Forgeron, Théâtre Mariinski, décors avec Mikhaïl Botcharov
- 1878 : ballet de Minkus, Roxana, la beauté du Monténégro, Théâtre Bolchoï (Moscou), chorégraphie de Petipa, décors avec Heinrich Wagner
- 1879 : ballet de Minkus, La Fille des neiges, chorégraphie de Petipa
- 2 décembre 1879 : ballet de Minkus, Mlada en quatre actes et neuf tableaux, Théâtre Mariinsky, chorégraphie de Petipa, décors avec Mikhaïl Botcharov, Heinrich Wagner, E. Egorov, A Loupanov
- 1880-1889 : opéra de Rubinstein, Le Marchand Kalachnikov, Théâtre Mariinsky
- 30 novembre 1880 : ballet d'Adam, Le Corsaire en quatre actes et cinq tableaux, scénario de Saint-Georges et Mazilier d'après le poème de Lord Byron, Théâtre Mariinsky, décors avec Heinrich Wagner, Andreas Roller, Mikhaïl Botcharov
- 1881 : ballet de Minkus, Zoraya ou la Mauresque en Espagne, Théâtre Mariinsky, chorégraphie de Petipa, décors avec Heinrich Wagner ; en 1883 : reprise au Théâtre Bolchoï de Moscou
- 29 janvier 1882 : opéra de Rimski-Korsakov La Fille des neiges, livret du compositeur d'après la pièce éponyme d'Ostrovski, Théâtre Mariinsky, chef d'orchestre Napravnik, décors avec Mikhaïl Botcharov
- 11 décembre 1883 : ballet du prince Troubetskoï, Pygmalion, ou La Statue de Chypre, ballet en quatre actes et six tableaux, Théâtre Mariinsky, chorégraphie de Petipa, décors avec Mikhaïl Botcharov et Heinrich Wagner ; en 1888: reprise au Théâtre Bolchoï
- 3 février 1884 : opéra de Tchaïkovski, Mazeppa, livret de Bourénine d'après le poème de Pouchkine, Poltava, Théâtre Bolchoï, chef d'orchestre Altani, décors avec Mikhaïl Botcharov
- 1886 : ballet de Minkus, Les Pilules magiques, Théâtre Mariinsky, chorégraphie de Petipa, décors avec Heinrich Wagner
- 15 décembre 1886 : opéra de Boito, Méphistophélès, livret du compositeur d'après la tragédie de Goethe, Faust, chef d'orchestre Napravnik, décors avec Mikhaïl Botcharov, Ivan Andreïev, Henri Levot
- 1888 : ballet d'Adam, Le Diable à quatre ou La Femme capricieuse, chorégraphie de Bogdanov, décors avec Mikhaïl Botcharov
- 25 janvier 1889 : ballet fantastique de Drigo, Le Talisman, chorégraphie de Petipa, décors avec Henri Levot, Ivan Andreïev, Mikhaïl Botcharov
- 3 janvier 1890 : ballet de Tchaïkovski, La Belle au bois dormant en trois actes et cinq tableaux avec prologue et apothéose, livret de Vsevolojski d'après le conte de Perrault, chorégraphie de Petipa, décors avec Henri Levot, Ivan Andreïev, Constantin Ivanov et Mikhaïl Botcharov
- 23 janvier 1891 : opéra de Gounod, Roméo et Juliette, livret de Barbier et Carré, décors avec Yanov, Henri Levot, Mikhaïl Botcharov, Ivan Andreïev et Constantin Ivanov
- 27 novembre 1892 : opéra de Glinka, Rouslan et Ludmila, livret de Chirkov d'après le poème de Pouchkine, Théâtre Mariinsky, chef d'orchestre Napravnik, décors d'Ivan Andreïev, Matveï Chichkov et Kamenski, chorégraphie de Petipa
- 5 décembre 1893 : ballet fantastique en trois actes de Vientinghoff-Scheel, Cendrillon, scénario de Pachkov d'après le conte de Charles Perrault, chorégraphie de Petipa, Ivanov et Cecchetti, décors avec Mikhaïl Botcharov, Henri Levot ; en 1898: reprise au Théâtre Bolchoï
- 17 octobre 1895 : trilogie d'opéra de Taneïev, L'Orestie (Agamemnon, Les Choéphores, Les Euménides), livret de Wenkstern d'après la trilogie d'Eschyle, Théâtre Mariinsky, décors avec Ivan Andreïev, Constantin Ivanov et Mikhaïl Botcharov
- 18 octobre 1895 : drame en cinq actes du comte Tolstoï, La Puissance des ténèbres, Théâtre Alexandra, décors d'après les dessins de Chichkov
- 19 novembre 1896 : opéra de Saint-Saëns, Samson et Dalila, livret de Lemaire d'après l'épisode biblique, chef d'orchestre Napravnik, décors avec Perminov et Henri Levot
- 1897 : opéra de Tchaïkovski, L'Opritchnik, livret du compositeur d'après la pièce éponyme de Lajetchnikov, chef d'orchestre Napravnik, décors avec Yakovlev

Exemples de décors
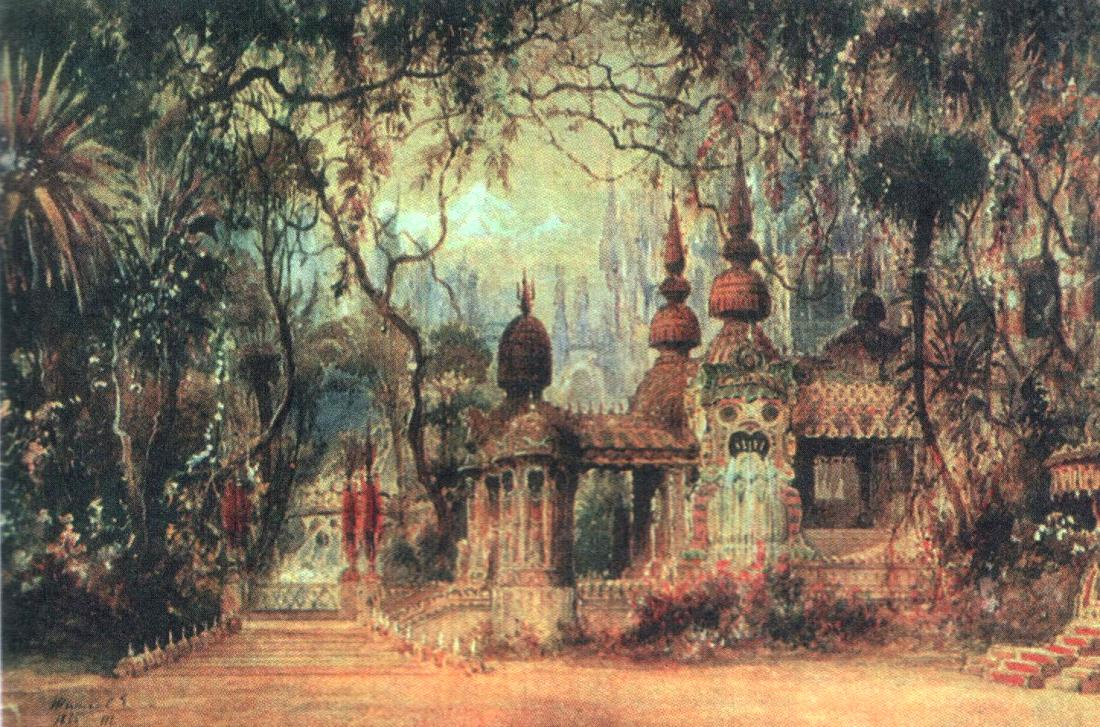
Оpéra de Glinka, Rouslan et Ludmila
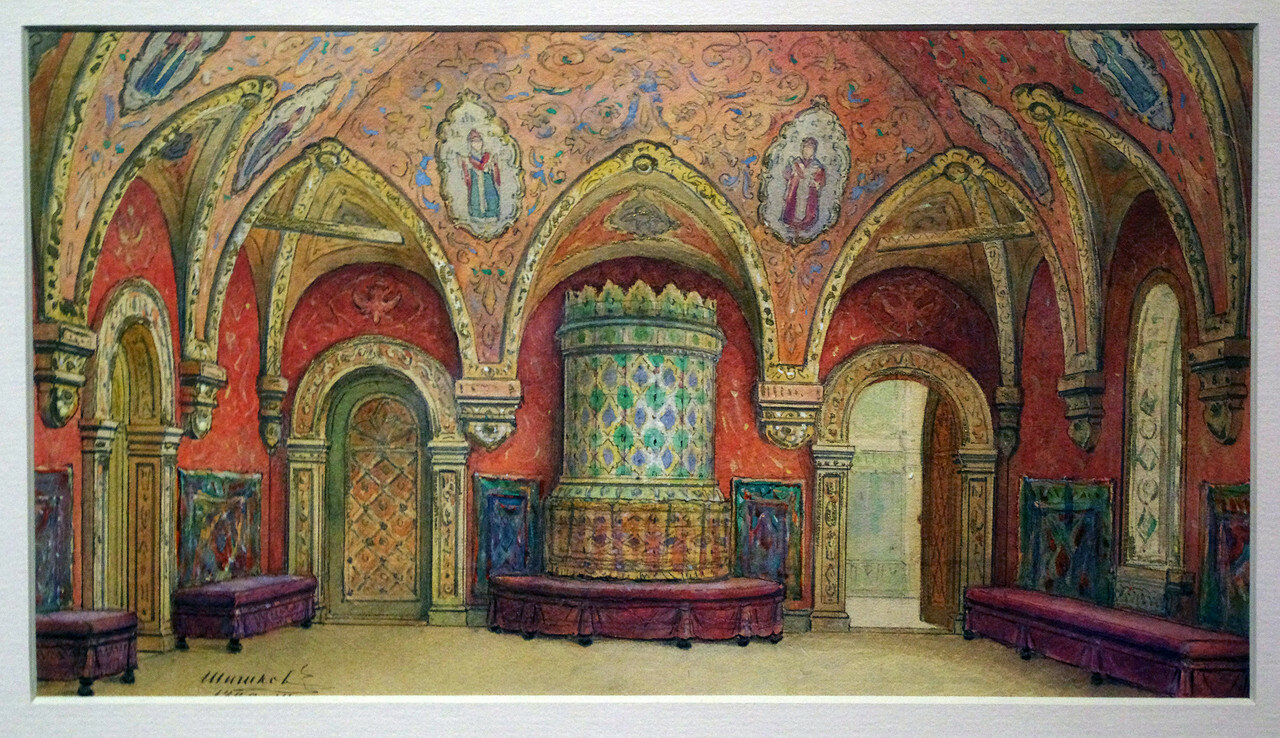
Drame d'A. Tolstoï, La Mort d'Ivan le Terrible
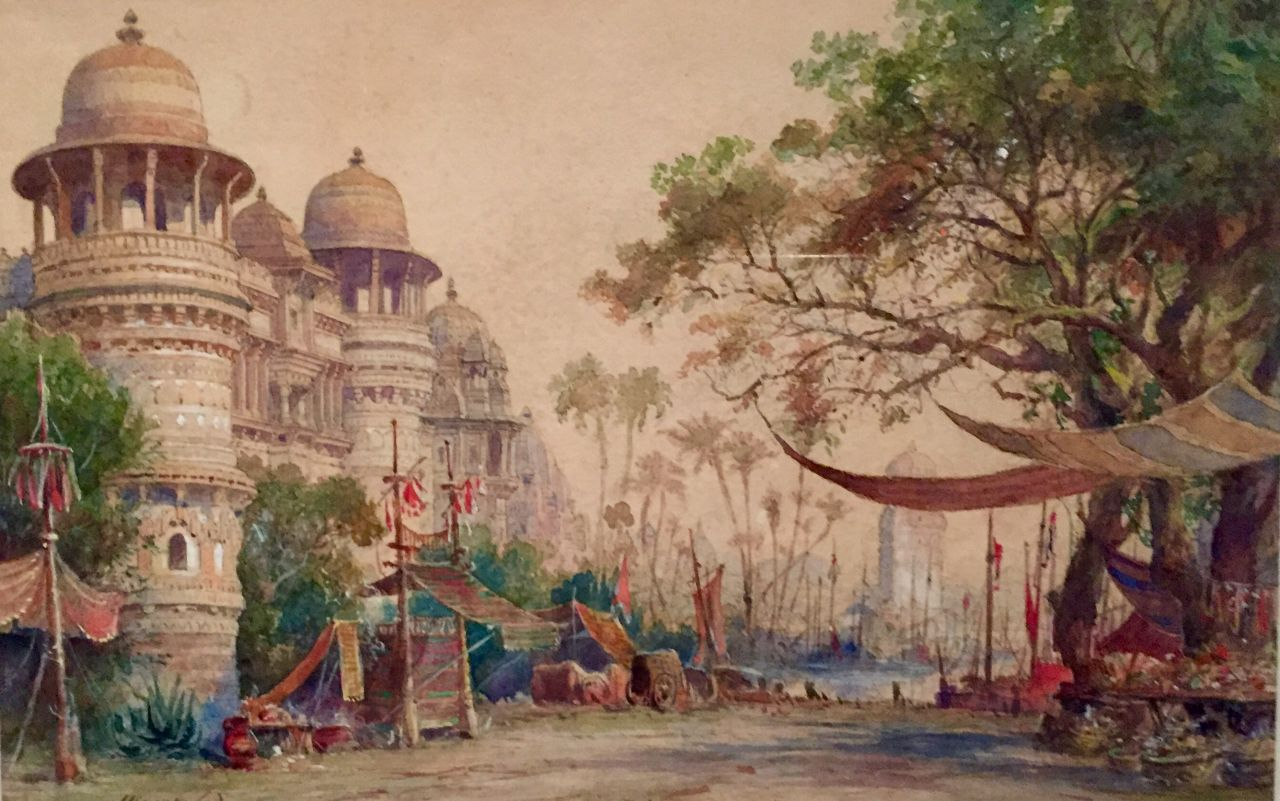
Ballet de Drigo, Le Talisman
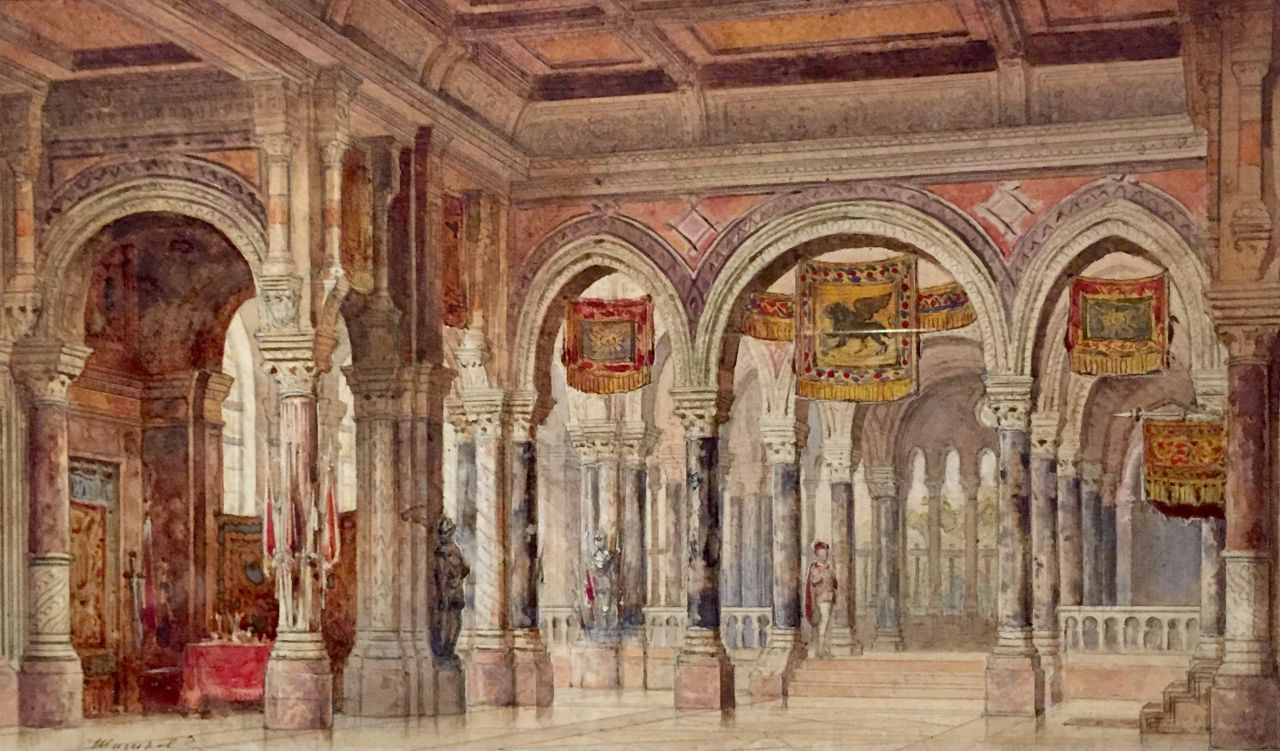
Opéra de Verdi, Othello

## Décors utilisés après sa mort
- 1904 : opéra de Dargomyjski, Roussalka, livret du compositeur d'après le poème de Pouchkine, Théâtre Mariinsky, décors de Botcharov et Chichkov
- 27 janvier 1923 : opéra de Wagner, Lohengrin, chef d'orchestre Pokhitonov, décors Chichkov et Brückner
- 1er mars 1925 : ballet de Pugni, Le Roi Candaule, chorégraphie de Leontiev, décors de Levot, Ivanov et Chichkov
- 23 avril 1929 : opéra de Dargomyjski, Roussalka, mise en scène de Dvorichtchine, décors de Botcharov et Chichkov

## Élèves

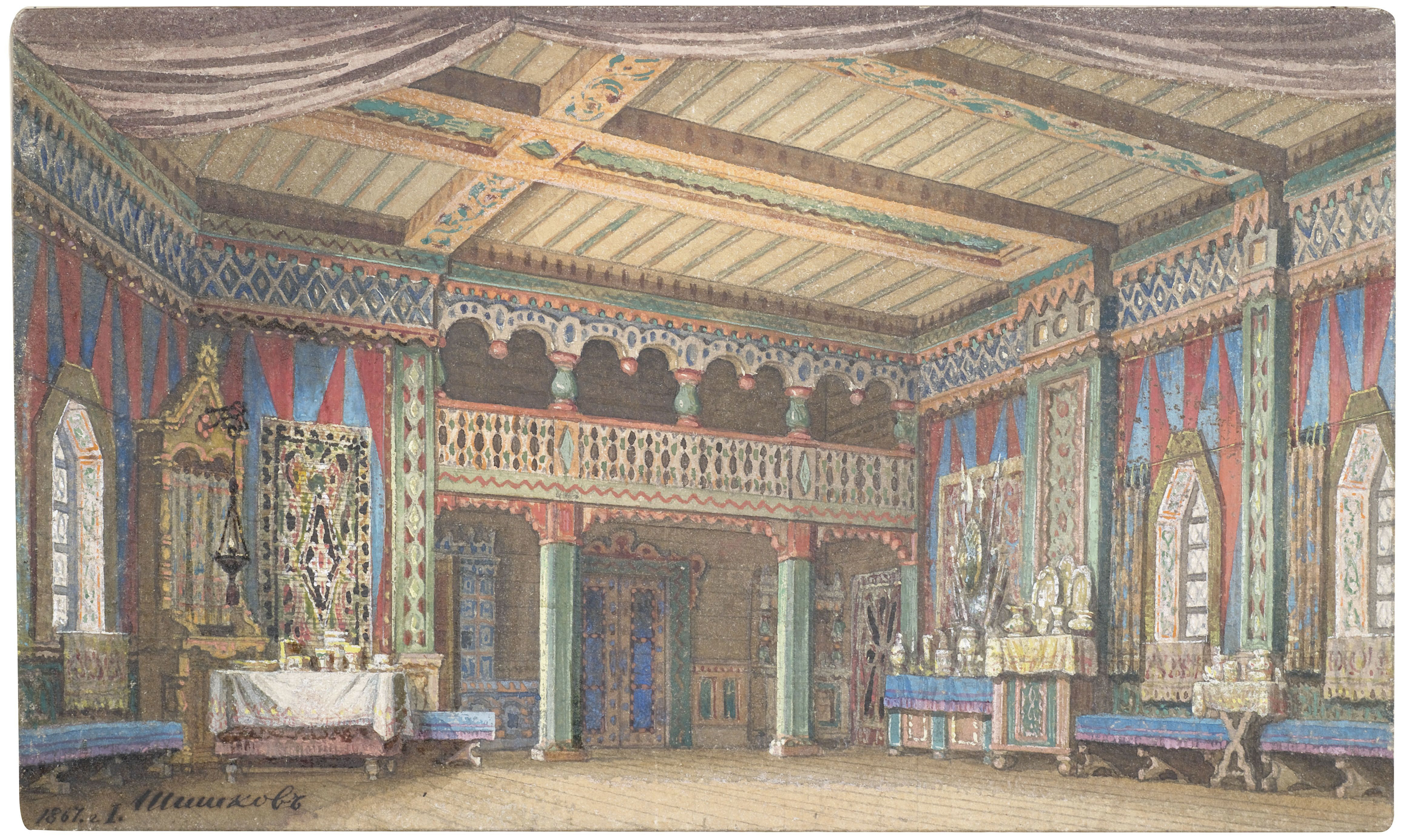
Décor de scène russe par Chichkov (1867).

- Orest Allegri
- Ivan Andreïev
- Constantin Ivanov
- Piotr Lambine